# 航空煤油

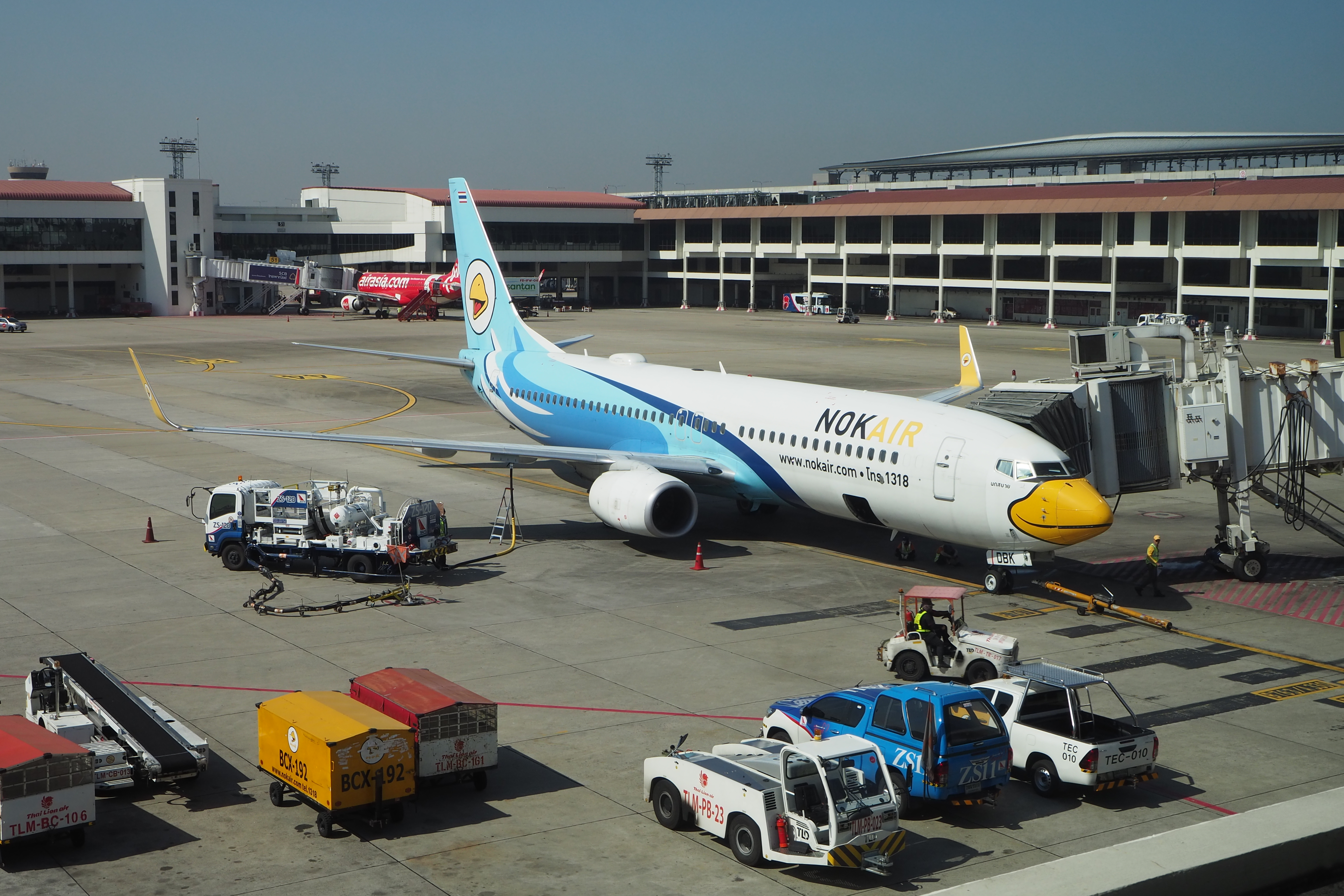
一部皇雀航空的波音737-800在廊曼国际机场加油

| JET A-1        |                       |
| 閃點：         | 38℃                   |
| 自燃溫度：     | 210℃                  |
| 凝固點：       | -47℃（-40℃for JET A） |
| 露天燃燒溫度： | 1,030℃                |
| 最大燃燒溫度： | 2,230℃                |

航空煤油是噴氣發動機飛機專用的航空燃油。

## 現代航空煤油
目前常用的的航空煤油，分為以下幾種
1. JET A
2. JET A-1
3. JET B
4. TS-1
5. RP-3

多數航空煤油都具有一些添加劑：
- 抗氧化劑，用來防止起膠，通常為鹼性酚，如AO-30、AO-31或AO-37；
- 防靜電劑，以消減靜電並防止發生火花；其中一個例子是Stadis 450，含有二壬基萘磺酸（DINNSA, dinonylnaphthylsulfonic acid）作為有效成分；
- 腐蝕抑制劑，例如用於民用與軍用燃料的DCI-4A，以及軍用燃料專用的DCI-6A；
- 燃料系統結冰抑制劑（FSII），例如二乙烯甘油單甲基醚，一般在使用前才混合，這樣，具有燃料加熱管道的飛機，就不需要額外支付此類添加劑的費用；
- 殺滅生物的添加劑。

世界各地的軍隊，使用的航空煤油具有另外一套稱為JP系列的編號。部分類型與民用燃油幾乎相同，只是部分的添加劑含量稍有不同：JET A-1與JP-8類同，而JET B與JP-4相似。其他的軍用燃料屬於高度專門化的製品，為特定的用途而設。JP-5燃油頗為常見，最初用於航空母艦，以減少船上火警的危機。其他的燃油就針對某一種飛機而開發：JP-6專為XB-70女武神式轟炸機而製，而JP-7就是SR-71黑鳥式偵察機的專用燃油。兩者都經過特別調配，具有很高的閃點以應付高超音速飛機遇上的高熱與應力。另外一種為美國空軍所使用的單一型號飛機專用燃油是JPTS；此燃油於1956年開發，專為洛克希德U-2偵察機而設。
有時候，噴氣發動機燃料被分類為「煤油型」與「石腦油型」。煤油型燃料包括Jet A、Jet A1、JP-5與JP-8，而Jet B與JP-4，就屬於石腦油型燃料。

### Jet A/A-1航空煤油
目前Jet A/A-1為除了前蘇聯國家外，世界民航主要用油標準。Jet A-1其凝固點為-47℃，閃點在38℃。可另外加入抗凍劑，使凝固點更低。
Jet A航空煤油則是自1950年代就成為美國的標準航空煤油類型。目前，只有於美國才廣泛加注Jet A航空煤油。Jet A與Jet A-1相似，但凝固點為-40℃，比Jet A-1的-47℃為高。與Jet A-1一樣，Jet A的閃點也在最少38℃，而自燃溫度則為超過210℃.  Jet A的標準燃油編碼為1863，在運油車與儲存設施也會註明。Jet A專用的運油車、油庫與管道，均會以黑底貼紙寫上白色"JET A"字樣，以及下面的另一條黑線作為識別。由於水比Jet A燃油重，水會在油箱的下面沉積，故此，儲存Jet A的油箱，需要定期排空，以檢查燃油是否混了水分。水份可能會懸浮在Jet A燃油之中，這可以透過「明淨測試」檢出。若燃油呈混濁狀態，即表示含水量超出30ppm（百萬分之三十）的可接受水平。
美國法規並不要求商用燃料需要加上防靜電添加劑，故此Jet A燃油一般相對Jet A-1也有不含防靜電添加劑的區別。

### Jet B航空煤油
Jet B為西方航空界三種燃油之一。但主要是為了寒冷天氣而製的，因為它的凝固點很低，為-60℃。但是其閃點也很低，為20℃，所以危險性高。即使是冬天也禁止當乘客在機上或正在登機時加Jet B。

### TS-1航空煤油
TS系統是另外一種常見的航空燃料配方，一种按照俄罗斯GOST 10227制造的蘇聯燃料，TS-1都在獨聯體國家使用，可增强寒冷天气性能。它的挥发性比Jet A-1稍高（闪点最低为 28 °C（82 °F））。它的凝固点非常低，低于 −50 °C（−58 °F）。

### RP-3航空煤油
由中國定義的供應标准。但RP-3燃油當做Jet A-1配方幾乎完全近似，其凝固點為-46℃，閃點略大于38℃。

### 選用燃油條件
在選用燃油時，為了提高安全係數，可以考慮以下幾點：1.低凝固點，可以減低結冰的機率。2.提供高能量，如果燃油可以提供更高能量的話，民航機載同樣的油，就可以飛得更遠。3.高閃點，降低起火的可能性。4.流動性高，降低阻塞燃油系統的可能性。5.低腐蝕性

## 噴氣發動機燃料
活塞發動機飛機所使用的燃料（通常為高辛烷值汽油，美國一般稱為AvGas）具有較低的閃點以改進其發火特性。渦輪發動機可以使用不同種類的燃料，而噴氣發動機一般使用高閃點的燃料，可燃性較低，運輸與處理時較安全。最初的噴氣發動機燃料是以煤油為基礎，或是使用煤油與汽油的混合配方；現代大多數噴氣發動機燃料，都是屬於煤油燃料。

### 商用燃料
商用燃料起源自軍用燃料，但全球作商業用途的燃料，遠比軍事用途多。Jet-A與軍用的JP-8，都是純煤油燃料，而Jet-B與軍用的JP-4，則屬於煤油與汽油的混合配方。

## 另見
- 高能燃料
- 生物航油（英语：Aviation biofuel）

## 外部連結
- History of Jet Fuel （页面存档备份，存于）
- Aviation Fuels（by Chevron）
- Day, Dwayne A., Aviation Fuel
- Jet fuel information （页面存档备份，存于）

1. ↑  . World Oil Traders.   [21 August 2019]. （原始内容存档于21 August 2019）.